# Championnats du monde de karaté juniors, cadets et moins de 21 ans 2015
Les championnats du monde de karaté juniors, cadets et moins de 21 ans 2015 ont lieu du 12 au 15 novembre 2015 à Jakarta, en Indonésie. Il s'agit de la neuvième édition des championnats du monde de karaté juniors et cadets et la première a intégré officiellement les moins de 21 ans.

## Résultats

### Cadets

#### Kata
| Rang | Pays       | Karatéka          |
| ---- | ---------- | ----------------- |
| 1    | Japon      | Toya Tanaka       |
| 2    | Venezuela  | Jeffersont Ortiz  |
| 3    | Turquie    | Selahattin Güngel |
| 3    | Monténégro | Vladimir Mijač    |

| Rang | Pays     | Karatéka            |
| ---- | -------- | ------------------- |
| 1    | Japon    | Keito Tano          |
| 2    | Italie   | Carolina Amato      |
| 3    | Autriche | Patrícia Bachledova |
| 3    | Égypte   | Asmaa Mahmoud       |

#### Kumite

##### Kumitemasculin
| Rang | Pays       | Karatéka             |
| ---- | ---------- | -------------------- |
| 1    | Turquie    | Ömer Abdurrahim Özer |
| 2    | France     | Enzo Berthon         |
| 3    | Kazakhstan | Birzhan Kalmakhanov  |
| 3    | Japon      | Minami Yunosuke      |

| Rang | Pays        | Karatéka            |
| ---- | ----------- | ------------------- |
| 1    | Japon       | Kai Ikezawa         |
| 2    | Égypte      | Seifeldin Ibrahim   |
| 3    | Azerbaïdjan | Hummat Bakhshaliyev |
| 3    | Iran        | Seyed Ali Karimi    |

| Rang | Pays    | Karatéka        |
| ---- | ------- | --------------- |
| 1    | Italie  | Andrea Arioli   |
| 2    | Maroc   | Yassine Sekouri |
| 3    | Turquie | Samed Gök       |
| 3    | France  | Kilian Cizo     |

| Rang | Pays      | Karatéka     |
| ---- | --------- | ------------ |
| 1    | Indonésie | Faqih Karomi |
| 2    | Espagne   | Marc Camacho |
| 3    | Mexique   | Jesus Moreno |
| 3    | Japon     | Shodai Kuga  |

| Rang | Pays               | Karatéka             |
| ---- | ------------------ | -------------------- |
| 1    | Égypte             | Taha Tarek Mahmoud   |
| 2    | Arabie saoudite    | Omar Alazmi          |
| 3    | Canada             | Maxym-Olivier Rivest |
| 3    | Bosnie-Herzégovine | Hamza Cajic          |

##### Kumiteféminin
| Rang | Pays        | Karatéka            |
| ---- | ----------- | ------------------- |
| 1    | Égypte      | Salma ElShafi       |
| 2    | Azerbaïdjan | Fidan Teymurova     |
| 3    | Turquie     | Duygu Yemenici      |
| 3    | Serbie      | Milica Stanimirovic |

| Rang | Pays     | Karatéka        |
| ---- | -------- | --------------- |
| 1    | Croatie  | Jelena Pehar    |
| 2    | Égypte   | Sara Abdou Lalo |
| 3    | Japon    | Sumika Yazawa   |
| 3    | Pays-Bas | Nashka kuhnen   |

| Rang | Pays        | Karatéka           |
| ---- | ----------- | ------------------ |
| 1    | Turquie     | Kayra Sezgin       |
| 2    | Japon       | Yuzuki Sawae       |
| 3    | Allemagne   | Lisa-Maria Schaupp |
| 3    | Biélorussie | Maryia Aliakseyeva |

### Juniors

#### Kata
| Rang | Pays                   | Karatéka             |
| ---- | ---------------------- | -------------------- |
| 1    | Indonésie              | Ahmad Zigi Zaresta   |
| 2    | Espagne                | Xabier Pereda        |
| 3    | République dominicaine | Nykolai Josef Arango |
| 3    | Nouvelle-Zélande       | Richard Rahardja     |

| Rang | Pays   | Karatéka        |
| ---- | ------ | --------------- |
| 1    | Japon  | Mizuki Ugai     |
| 2    | Iran   | Fatemeh Sadeghi |
| 3    | Égypte | Aya Ismail      |
| 3    | Italie | Lisa Pivi       |

#### Kumite

##### Kumitemasculin
| Rang | Pays    | Karatéka        |
| ---- | ------- | --------------- |
| 1    | France  | Arthur Merienne |
| 2    | Mexique | Erick Gonzalez  |
| 3    | Suisse  | Luca Spitz      |
| 3    | Iran    | Ali Meskini     |

| Rang | Pays        | Karatéka                   |
| ---- | ----------- | -------------------------- |
| 1    | Japon       | Yugo Kozaki                |
| 2    | Azerbaïdjan | Eljan Mammadrzayev         |
| 3    | Égypte      | Abdelaziz Abdalla Mamduh   |
| 3    | Iran        | Amir Reza Mirzaei Fashtali |

| Rang | Pays    | Karatéka            |
| ---- | ------- | ------------------- |
| 1    | Égypte  | Mohamed Essam Farag |
| 2    | France  | Maxime Relifox      |
| 3    | Japon   | Soichiro Nakano     |
| 3    | Turquie | Metehan Yılmazer    |

| Rang | Pays      | Karatéka                  |
| ---- | --------- | ------------------------- |
| 1    | Indonésie | Muhammad Fahmi Sanusi     |
| 2    | Espagne   | Alejandro Molina          |
| 3    | Iran      | Mahdi Ghararizadeh Mahani |
| 3    | Allemagne | Maximilian Bauer          |

| Rang | Pays            | Karatéka        |
| ---- | --------------- | --------------- |
| 1    | Arabie saoudite | Tareg Hamedi    |
| 2    | Égypte          | Aly Ahmed       |
| 3    | France          | Dnylson Jacquet |
| 3    | Allemagne       | Marcel Baun     |

##### Kumiteféminin
| Rang | Pays   | Karatéka                     |
| ---- | ------ | ---------------------------- |
| 1    | Japon  | Suzuku Yoshimura             |
| 2    | Égypte | Esraa Abdelkader             |
| 3    | France | Aurore Bourçois              |
| 3    | Iran   | Sara Bahmanyar Estalkhbejari |

| Rang | Pays    | Karatéka               |
| ---- | ------- | ---------------------- |
| 1    | Estonie | Li Lirisman            |
| 2    | Égypte  | Mariam Mohamed         |
| 3    | Italie  | Alessandra Mangiacapra |
| 3    | Russie  | Elizaveta Lazareva     |

| Rang | Pays   | Karatéka            |
| ---- | ------ | ------------------- |
| 1    | France | Gwendoline Philippe |
| 2    | Serbie | Andrijana Vasovic   |
| 3    | Brésil | Sabrina Pereira     |
| 3    | Italie | Alessia Pappapicco  |

| Rang | Pays      | Karatéka              |
| ---- | --------- | --------------------- |
| 1    | Indonésie | Georgia Zefanya Ceyco |
| 2    | Turquie   | Eda Eltemur           |
| 3    | Mexique   | Sachiko Ramos         |
| 3    | Japon     | Sakura Demachi        |

### Épreuves par équipes

#### Kata
| Rang | Pays    |
| ---- | ------- |
| 1    | Turquie |
| 2    | Égypte  |
| 3    | Espagne |
| 3    | France  |

| Rang | Pays              |
| ---- | ----------------- |
| 1    | France            |
| 2    | Macédoine du Nord |
| 3    | Viêt Nam          |
| 3    | Espagne           |

### Moins de 21 ans

#### Kata
| Rang | Pays    | Karatéka       |
| ---- | ------- | -------------- |
| 1    | Turquie | Ali Sofuoglu   |
| 2    | Espagne | Antonio García |
| 3    | Japon   | Hiroki Kubo    |
| 3    | Égypte  | Islam Hassan   |

| Rang | Pays    | Karatéka           |
| ---- | ------- | ------------------ |
| 1    | Japon   | Karen Furukawa     |
| 2    | Espagne | Margarita Morata   |
| 3    | Italie  | Terryana D'Onofrio |
| 3    | Turquie | Dilara Bozan       |

#### Kumite

##### Kumitemasculin
| Rang | Pays     | Karatéka           |
| ---- | -------- | ------------------ |
| 1    | Turquie  | Eray Şamdan        |
| 2    | Égypte   | Karim Abouetta     |
| 3    | Jordanie | Nabil Shweiki      |
| 3    | Iran     | Miad Yari Ilzouleh |

| Rang | Pays    | Karatéka        |
| ---- | ------- | --------------- |
| 1    | Turquie | Burak Uygur     |
| 2    | France  | Steven Da Costa |
| 3    | Hongrie | Ferdinand Tamas |
| 3    | Égypte  | Ali Elsawy      |

| Rang | Pays    | Karatéka            |
| ---- | ------- | ------------------- |
| 1    | Hongrie | Gabor Harspataki    |
| 2    | Japon   | Ken Nishimura       |
| 3    | Iran    | Ali Asghar Asiabari |
| 3    | Arménie | Seryozha Sargsyan   |

| Rang | Pays               | Karatéka           |
| ---- | ------------------ | ------------------ |
| 1    | Turquie            | Uğur Aktaş         |
| 2    | Égypte             | Mohamed Ahmed      |
| 3    | Iran               | Mahdi Khodabakhshi |
| 3    | Bosnie-Herzégovine | Anes Čongo         |

| Rang | Pays       | Karatéka            |
| ---- | ---------- | ------------------- |
| 1    | Maroc      | Achraf Ouchen       |
| 2    | Kazakhstan | Dimash Ukmatov      |
| 3    | Pays-Bas   | Tyron-Darnell Lardy |
| 3    | Égypte     | Mohamed Elkotby     |

##### Kumiteféminin
| Rang | Pays           | Karatéka        |
| ---- | -------------- | --------------- |
| 1    | Égypte         | Radwa Sayed     |
| 2    | Maroc          | Khawla Ouhammad |
| 3    | Taipei chinois | Ku Tsui-ping    |
| 3    | Japon          | Miho Miyahara   |

| Rang | Pays     | Karatéka               |
| ---- | -------- | ---------------------- |
| 1    | Iran     | Zohreh Barzegarvaskasi |
| 2    | Viêt Nam | Trang Cẩm Lành         |
| 3    | Égypte   | Aya Shaaban            |
| 3    | Hongrie  | Lilien Vajda           |

| Rang | Pays      | Karatéka         |
| ---- | --------- | ---------------- |
| 1    | Égypte    | Giana Lotfy      |
| 2    | Japon     | Ayami Moriguchi  |
| 3    | Allemagne | Anna Miggou      |
| 3    | Brésil    | Stephani De Lima |

| Rang | Pays        | Karatéka        |
| ---- | ----------- | --------------- |
| 1    | Égypte      | Nada Mohamed    |
| 2    | Azerbaïdjan | Iryna Zaretska  |
| 3    | France      | Imane Hassouni  |
| 3    | Italie      | Silvia Semeraro |

| Rang | Pays     | Karatéka         |
| ---- | -------- | ---------------- |
| 1    | Japon    | Natsumi Kawamura |
| 2    | Suisse   | Nurija Karalik   |
| 3    | Algérie  | Imene Atif       |
| 3    | Danemark | Sofie Abild      |